# Szpital Kliniczny im. dr. Józefa Babińskiego
Szpital Kliniczny im. Józefa Babińskiego Samodzielny Publiczny Zakład Opieki Zdrowotnej w Krakowie – szpital w Krakowie (na osiedlu Kobierzyn), zajmujący się leczeniem i rehabilitacją chorych w zakresie psychiatrycznym, odwykowym i neurologicznym.
W 1999 zespół szpitalno-parkowy został wpisany na listę zabytków.

## Historia
Wniosek o budowę drugiego szpitala psychiatrycznego w Galicji, który odciąży przepełniony Zakład dla Chorych Umysłowych na Kulparkowie pod Lwowem Wydział Krajowy złożył do sejmu pod koniec 1903 roku. Prace przygotowawcze trwały 4 lat prowadzone przez ówczesne sławy psychiatrii polskiej, m.in.: prof. Jana Mazurkiewicza czy prof. Henryka Halbana. Pod koniec 1907 roku Sejm krajowy uchwalił projekt budowy szpitala i zgodził się na zakup działki o powierzchni  104 morgów w Kobierzynie. Teren znajdował się na wysokości 256 m n.p.m., ale był podmokły, dlatego było konieczne jego osuszenie. Przy okazji przeprowadzono drenowanie Kobierzyna i pobliskich Skotnik i Sidziny. Z miastem podpisano umowę na podłączenie szpitala do miejskich wodociągów. Początkowe plany, że szpital będzie mógł leczyć 500 pacjentów powiększono do 550, ale infrastruktura umożliwiała jego rozbudowę do 800 pacjentów. Zakładano, że cały personel poczynając od dyrektora, poprzez lekarzy, pielęgniarki na administracji i rządcy kończąc, będzie mieszkać na terenie zakładu. Prawie gotowy szpital czekał przez wojnę na otwarcie, które nastąpiło dopiero w 1917 r. Koncepcja działania i projekt szpitala została oparta na założeniach miast-ogrodów. W ogromnym parku postawiono 15 pawilonów i budynki administracyjno-mieszkalne. Szpital posiadał piekarnię, pralnię, palarnię, warsztaty terapii, gospodarstwo rolne i ogrodnicze, budynek teatralny, boisko, kaplicę i cmentarz. W okresie międzywojennym wybudowano także pawilon dla chorych pracujących. Pawilony warsztatowe pełniły rolę miejsc terapii chorych, pozwalając im poprzez pracę wrócić do aktywnego życia.
W okresie II wojny światowej szpital uległ kompletnej zagładzie. W latach 1940–1942 hitlerowcy planowo przeprowadzali głodzenie i wyniszczanie pacjentów. 23 czerwca 1942 r. ponad 500 chorych wywieziono do obozu KL Auschwitz. Ciężko chorych, nie nadających się do transportu, stracono na miejscu.
Po II wojnie szpital zaczął od razu działać. W 1947 r. powstał oddział odwykowy. W 1950 r. otwarto pierwszą w warunkach szpitalnych pracownię psychologiczną (zorganizowaną przez Mieczysława Choynowskiego i Antoniego Kępińskiego), a w 1953 r. oddział dziecięcy dla dzieci w wieku 3–10 lat z zajęciami kinezyterapii, socjoterapii szkolnej, reedukacji, terapią zajęciową i behawioralną. Warsztaty terapii obejmowały terapię plastyczną, rzeźbę, tkactwo, stolarstwo, muzykoterapię. W latach 70. pacjenci wykonywali konfekcję kosmetyki kolorowej dla Fabryki Kosmetyków Pollena – Miraculum.
Działał Klub Twórców Sztuki Nieprofesjonalnej Hestia. Pacjenci wystawili namalowane przez siebie obrazy w galeriach Krakowa i w Pomaz na Węgrzech, gdzie działał podobny Klub Terapii. Organizowano wspólne plenery malarskie i wystawy poplenerowe w Budapeszcie i Szentendre. Pacjentom piszącym wiersze szpital wydał 3 zbiory wierszy w tomikach pt. Pisane w mroku. W latach 70. powstał Klub Rodzina, którego członkowie – byli pacjenci, spotykali się w krakowskich kawiarniach, organizowali wyjścia do kina i na koncerty.
W latach 90. zaczęto zmniejszać liczbę pacjentów, a rozwijać opiekę i wizyty środowiskowe w domach chorych. Rozpoczęto także remontowanie szpitala i modernizację techniczną. Pod kontrolą konserwatora zabytków odnowiono kaplicę i budynek teatru. Odnowiono także Willę Dyrektorów, w której mieści się obecnie galeria prac pacjentów, pracownia komputerowa.
W 1947–1952 kapelanem zakładu był ks. Piotr Niezgoda, dziekan generalny Wojska Polskiego.

## Lokalizacja
Działka zapewniała ładny widok na Kraków, Bielany i kopiec Kościuszki z jednej strony, a na Beskidy z drugiej. Była przedzielona na dwie części przez drogę z Krakowa do Skawiny. Na większej 86 morgowej zbudowano budynki mieszkalne i gospodarcze, założono 7 morgowy park, a przy drodze umieszczono folwark. Mniejsza 18 morgowa leżąca po drugiej stronie drogi została przeznaczona na uprawę, a na jej końcu postanowiono zorganizować cmentarz. 

## Dyrektorzy szpitala
lata przedwojenne
- Jan Mazurkiewicz (1918–1919)
- Roman Zagórski (1919–1925)
- Juliusz Morawski (1925–1928)
- Władysław Stryjeński (1928–1939)

lata powojenne
- Zdzisław Mieniewski
- Władysław Issajewicz (1945–1952)
- Jan Gallus (1952–1971)
- Tadeusz Pańków (1971–1984)
- Zdzisław Wasieczko (1984–1991)
- Andrzej Kowal (1991–2003)
- Anna Przewłocka (2003–2008)
- Marzena Grochowska (2008–2012)
- Stanisław Kracik (2012–2021)
- Anna Depukat (p.o. dyrektora w 2021)
- Michał Tochowicz (od 2021)

## Galeria zdjęć

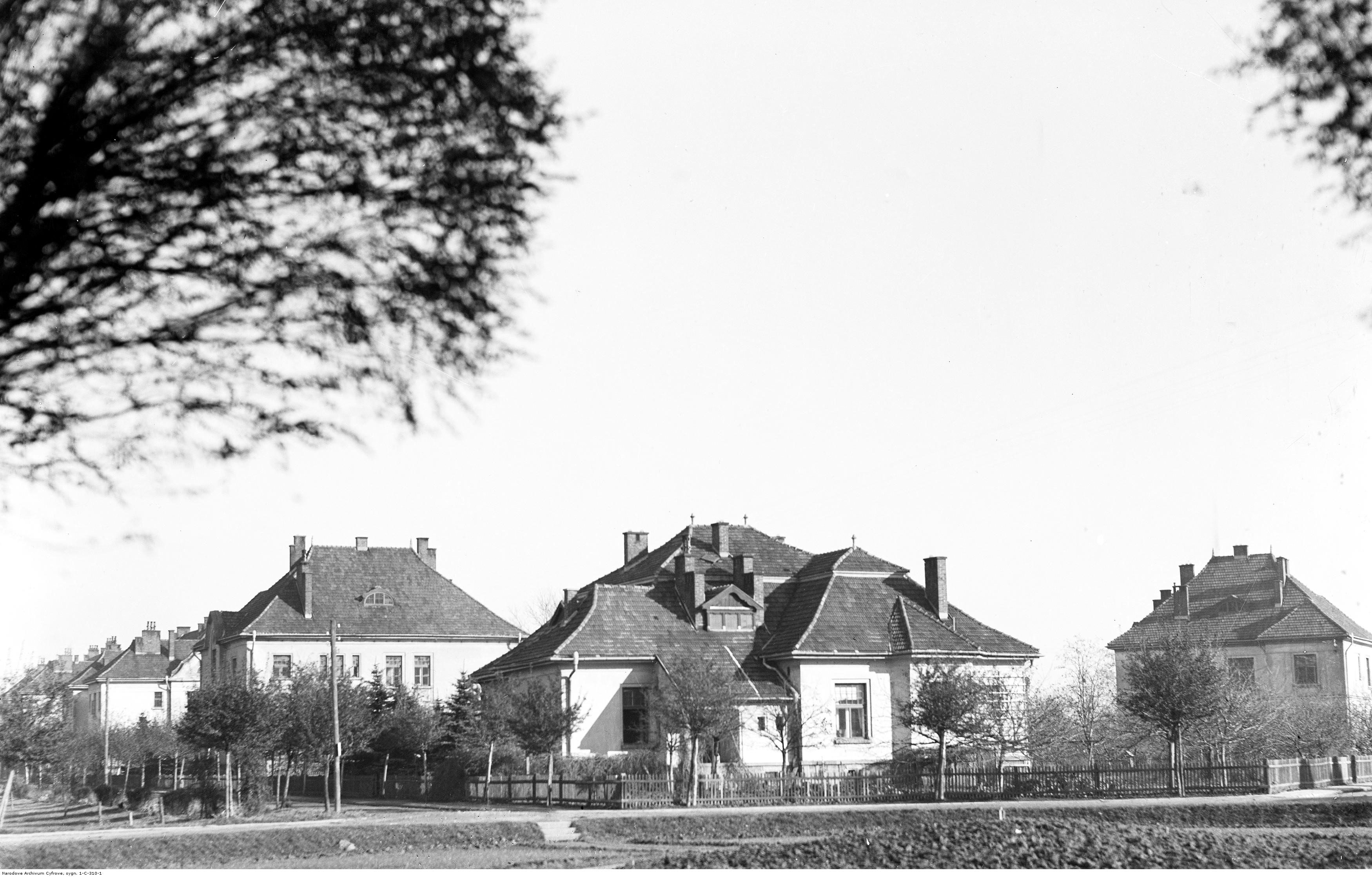
Budynek dyrekcji 1931 rok
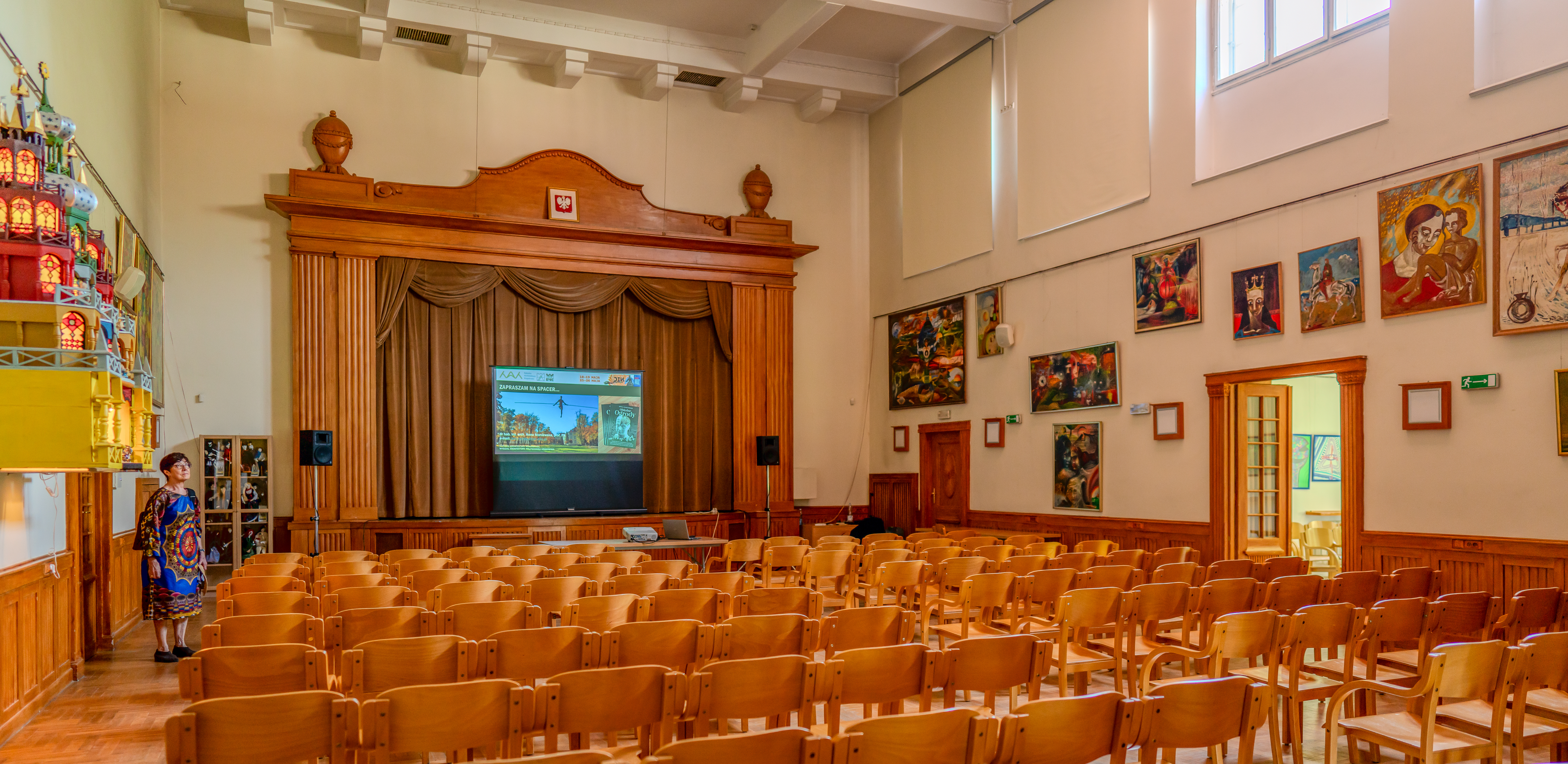
Sala teatralna w domu kultury
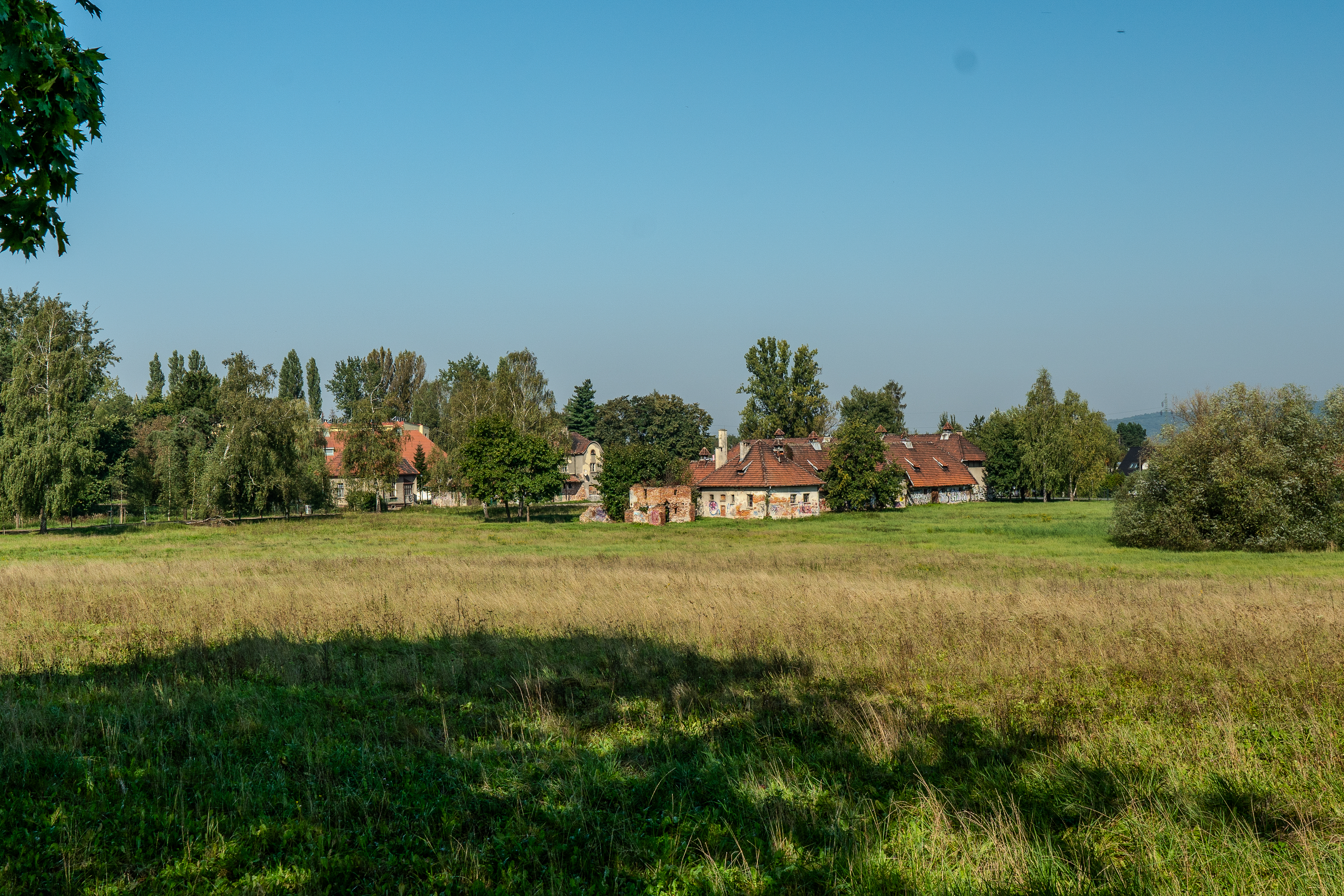
Folwark
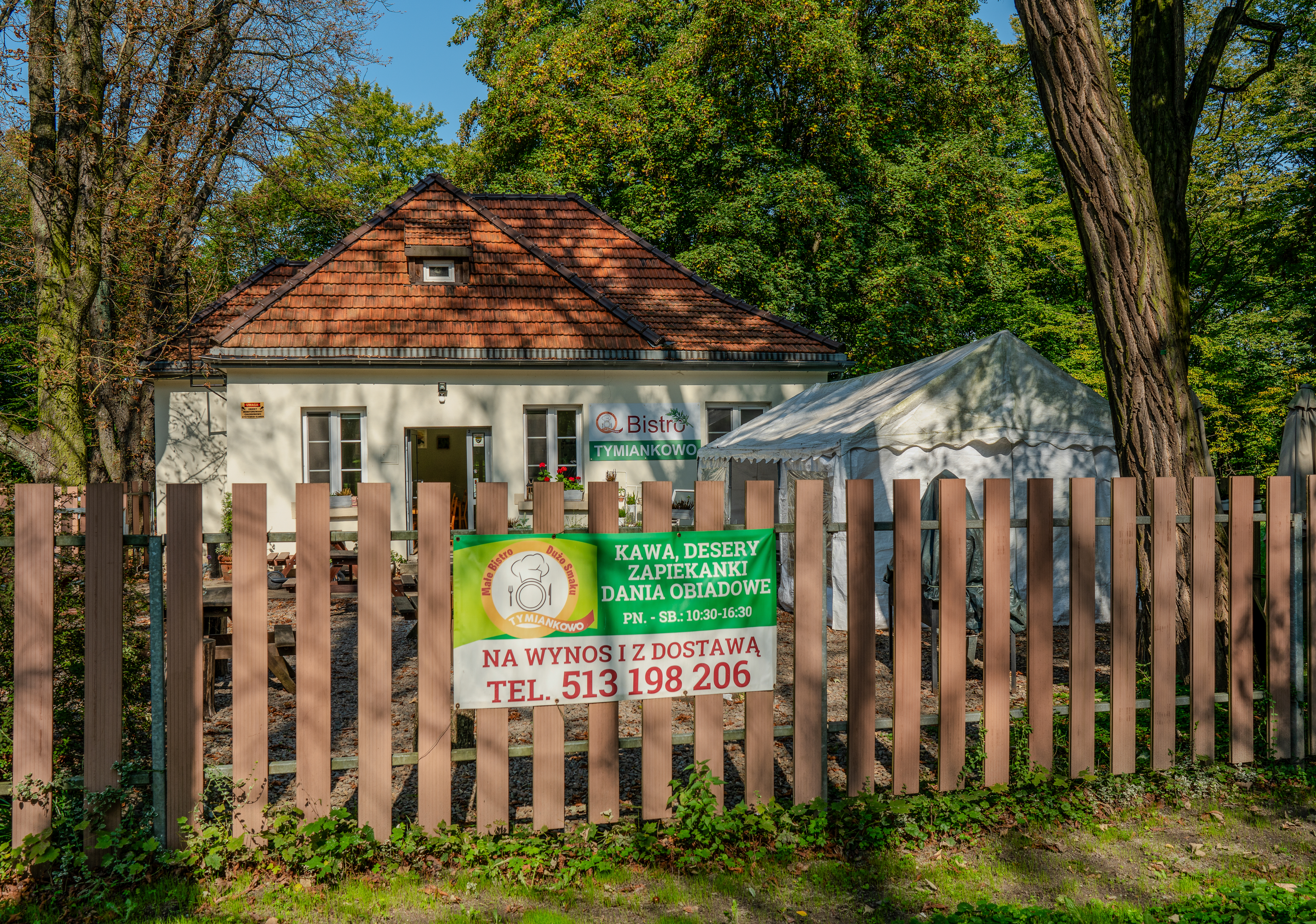
Bistro Tymiankowo